# Cerezo de Abajo
Cerezo de Abajo és un municipi de la província de Segòvia, a la comunitat autònoma de Castella i Lleó.

## Demografia
| 1991 | 1996 | 2001 | 2004 |
| ---- | ---- | ---- | ---- |
| 184  | 197  | 175  | 186  |